# Canavalia ensiformis
Canavalia ensiformis (L.) DC., 1825 è una pianta tropicale della famiglia delle Fabacee, originaria dell'America tropicale

## Coltivazione
La specie è ampiamente coltivata nei paesi tropicali come copertura verde per essere incorporata al suolo all'inizio della fioritura per arricchire di azoto il campo. Infatti, le sue radici sviluppano, come quelle di tante specie simili, una particolare associazione ai batteri nitro-fissatori che prende la forma di noduli radicolari e che è abbastanza spontanea in natura tanto da non essere sensibile all'inoculazione specifica.
La semina diCanavalia deve avvenire contemporaneamente a quella del suo tutore (in questo caso il sorgo) in modo che si sviluppi rapidamente e possa essere tagliata prima che soffochi la pianta con la sua vegetazione lussureggiante e impedisca la maturazione delle pannocchie.

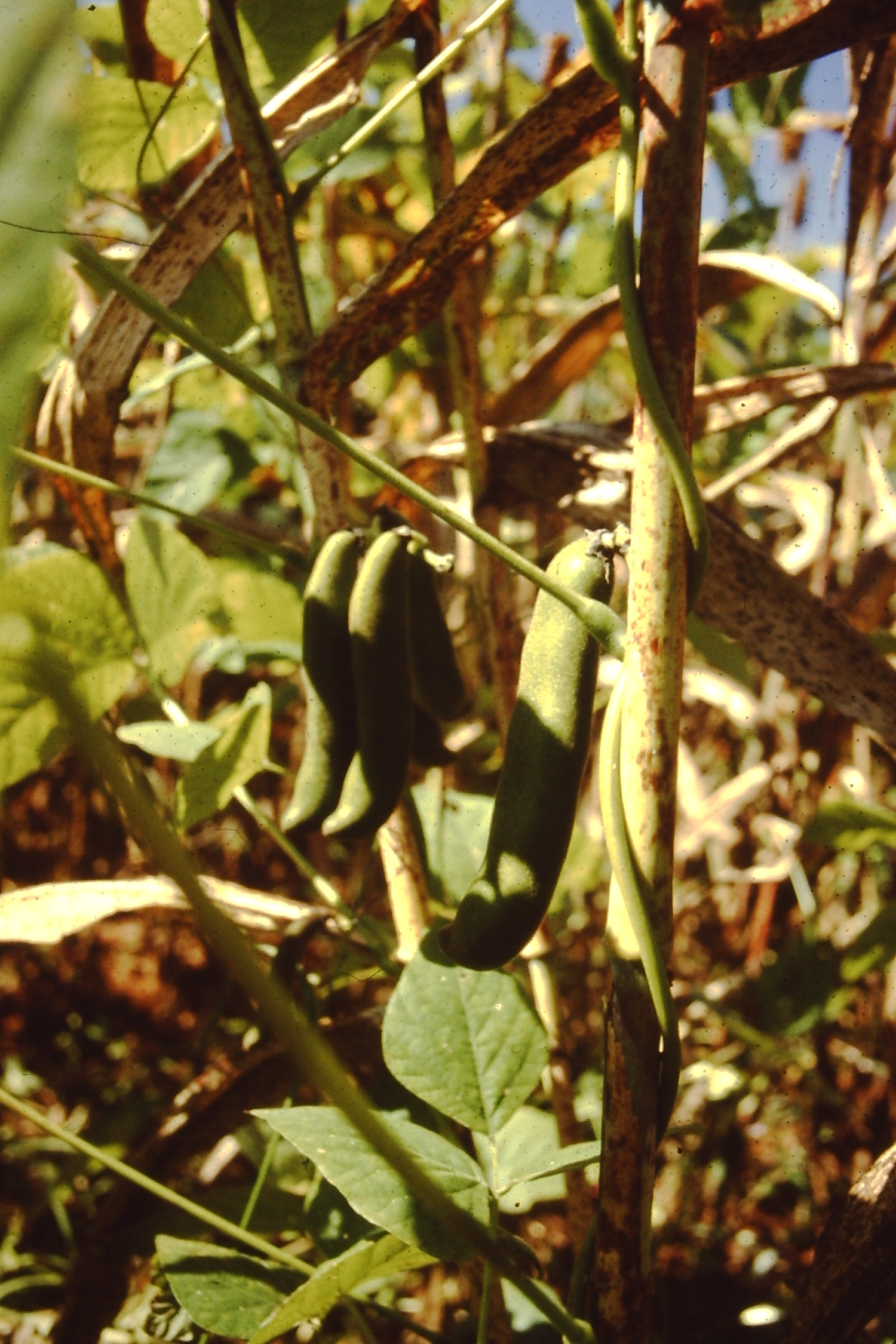
Consociazione di sorgo (tutore) e Canavalia ensiformis, usata nell'agricoltura familiare dell'Altopiano del Niassa (Mozambico settentrionale)

La pianta è eretta, annuale e si sviluppa bene in suoli acidi, come quelli lateritici tipici delle basse latitudini. Le foglie forniscono una abbondante copertura al suolo, preservando l'umidità. Inoltre, è commestibile come verdura; per quanto riguarda i semi, la presenza di una miscela di sostanze tossiche, di cui una parte è resistente anche alla cottura, ne sconsiglia il consumo umano.
Le sementi di C. ensiformis accumulano una notevole quantità di canavanina (fino al 2% sul secco), questa sostanza - molto simile all'aminoacido arginina - ha ottime potenzialità come insetticida, ma dimostra notevole tossicità se ingerito da vertebrati, fatta eccezione per alcuni erbivori specializzati.
Da C. ensiformis si estraggono principi attivi che sono utilizzati che hanno caratteristiche di insetticida, erbicida e fungicida naturale.